# Saljut 7
Saljut 7 (ryska: Салют-7) eller DOS-6, var en sovjetisk rymdstation, som sköts upp från Kosmodromen i Bajkonur, den 19 april 1982, med en Proton-raket. Den blev den sista i Saljut-serien. Saljut 7 var reserv för Saljut 6 och därmed nästan identisk med sin föregångare. På grund av förseningar i Mir-projektet bestämdes det att man skulle skicka upp Saljut 6:s reserv.
Rymdstationen återinträdde i jordens atmosfär den 7 februari 1991 och brann upp.

## Farkoster som besökt stationen
| Farkost     | Dockning                                           | Besättning                                                    |
| ----------- | -------------------------------------------------- | ------------------------------------------------------------- |
| Sojuz T-5   | 13 maj - 27 augusti 1982                           | Anatolij Berezovoj Valentin Lebedev                           |
| Progress 13 | 23 maj - 6 juni 1982                               |                                                               |
| Sojuz T-6   | 24 juni - 2 juli 1982                              | Vladimir Dzjanibekov Aleksandr Ivantjenkov Jean-Loup Chrétien |
| Sojuz T-6   | Interkosmos-flygning                               |                                                               |
| Progress 14 | 10 juli - 13 augusti 1982                          |                                                               |
| Sojuz T-7   | 19 augusti - 10 december 1982                      | Leonid Popov Aleksandr Serebrov Svetlana Savitskaja           |
| Progress 15 | 18 september - 16 oktober 1982                     |                                                               |
| Progress 16 | 31 oktober - 14 december 1982                      |                                                               |
| Sojuz T-8   | 20 april - 22 april 1982                           | Vladimir Titov Gennadij Strekalov Aleksandr Serebrov          |
| Sojuz T-8   | Dockning misslyckades                              |                                                               |
| Sojuz T-9   | 27 juni - 23 november 1983                         | Vladimir Ljachov Alexander Alexandrov                         |
| Progress 17 | 17 augusti - 17 september 1983                     |                                                               |
| Progress 18 | 18 oktober - 16 november 1983                      |                                                               |
| Sojuz T-10  | 8 februari - 11 april 1984                         | Leonid Kizim Vladimir Solovjov Oleg Atkov                     |
| Progress 19 | 21 februari - 1 april 1984                         |                                                               |
| TKS-3       | 4 mars - 14 augusti 1983                           |                                                               |
| TKS-3       | Obemannad under namnet Kosmos 1443.                |                                                               |
| Sojuz T-11  | 3 april - 2 oktober 1984                           | Jurij V. Malysjev Gennadij Strekalov Rakesh Sharma            |
| Sojuz T-11  | Interkosmos-flygning                               |                                                               |
| Progress 20 | 15 april - 7 maj 1984                              |                                                               |
| Progress 21 | 7 maj - 26 maj 1984                                |                                                               |
| Progress 22 | 28 maj - 15 juli 1984                              |                                                               |
| Sojuz T-12  | 17 juli - 29 juli 1984                             | Vladimir Dzjanibekov Svetlana Savitskaja Igor Volk            |
| Progress 23 | 14 augusti - 28 augusti 1984                       |                                                               |
| Sojuz T-13  | 6 juni - 26 september 1985                         | Vladimir Dzjanibekov Viktor Savinych                          |
| Progress 24 | 21 juni - 15 juli 1985                             |                                                               |
| Sojuz T-14  | 17 september - 21 november 1985                    | Vladimir Vasiutin Georgij Gretjko Alexander Volkov            |
| TKS-4       | september, 1985 - 7 februari 1991                  |                                                               |
| TKS-4       | Obemannad under namnet Kosmos 1686.                |                                                               |
| Sojuz T-15  | 13 mars - 16 juli 1986                             | Leonid Kizim Vladimir Solovjov                                |
| Sojuz T-15  | Kom från rymdstationen Mir och återvände till Mir. |                                                               |

### Rymdpromenader från Saljut 7
| Kosmonauter            | Start (UTC)                    | Slut (UTC)             | Längd         |
| ---------------------- | ------------------------------ | ---------------------- | ------------- |
| Lebedev Berezovoj      | 30 juli 1982, 02:39            | 30 juli 1982, 05:12    | 2 tim, 33 min |
| Lebedev Berezovoj      | Hämta experiment               |                        |               |
| Ljachov Alexandrov     | 1 november 1983, 04:47         | 1 november 1983, 07:36 | 2 tim, 50 min |
| Ljachov Alexandrov     | Montera solpanel               |                        |               |
| Ljachov Alexandrov     | 3 november 1983, 03:47         | 3 november 1983, 06:62 | 2 tim, 55 min |
| Ljachov Alexandrov     | Montera solpanel               |                        |               |
| Kizim Solovjov         | 23 april 1984, 04:31           | 23 april 1984, 08:46   | 4 tim, 20 min |
| Kizim Solovjov         | Reparera ODU                   |                        |               |
| Kizim Solovjov         | 26 april 1984, 02:40           | 26 april 1984, 07:40   | 4 tim, 56 min |
| Kizim Solovjov         | Reparera ODU                   |                        |               |
| Kizim Solovjov         | 29 april 1984, 01:35           | 29 april 1984, 04:20   | 2 tim, 45 min |
| Kizim Solovjov         | Reparera ODU                   |                        |               |
| Kizim Solovjov         | 3 maj 1984, 23:15              | 3 maj 1984, 02:00      | 2 tim, 45 min |
| Kizim Solovjov         | Reparera ODU                   |                        |               |
| Kizim Solovjov         | 18 maj 1984, 17:52             | 18 maj 1984, 20:57     | 3 tim, 05 min |
| Kizim Solovjov         | Montera solpanel               |                        |               |
| Savitskaja Dzjanibekov | 25 juli 1984, 14:55            | 25 juli 1984, 18:29    | 3 tim, 35 min |
| Savitskaja Dzjanibekov | Första kvinnan genomför en EVA |                        |               |
| Kizim Solovjov         | 8 augusti 1984, 08:46          | 8 augusti 1984, 13:46  | 5 tim, 00 min |
| Kizim Solovjov         | Reparera ODU                   |                        |               |
| Dzjanibekov Savinych   | 2 augusti 1985, 07:15          | 2 augusti 1985, 12:15  | 5 tim, 00 min |
| Dzjanibekov Savinych   | Montera solpanel               |                        |               |
| Kizim Solovjov         | 28 maj 1986, 05:43             | 28 maj 1986, 09:33     | 3 tim, 50 min |
| Kizim Solovjov         | Testa fackverk, hämta prover   |                        |               |
| Kizim Solovjov         | 31 maj 1986, 04:57             | 31 maj 1986, 09:57     | 5 tim, 00 min |
| Kizim Solovjov         | Testa fackverk                 |                        |               |

### Fotnoter
1. ↑  ”NASA Space Science Data Coordinated Archive” (på engelska). NASA. https://nssdc.gsfc.nasa.gov/nmc/spacecraft/display.action?id=1982-033A. Läst 22 mars 2020.
2. ↑  Manned Astronautics - Figures & Facts Arkiverad 29 september 2015 hämtat från the Wayback Machine., läst 15 juli 2016.